# Black (телеканал)
«Black» — український музичний телеканал з американською ліцензією. Телеканал транслює хіп-хоп і R&B музику.

## Про канал
Телеканал розпочав мовлення 15 березня 2022 року. Власником і засновником телеканалу є Рудольф Кірнос, а керівницею каналу є його донька.